# ديليسياس
ديليسياس (بالإسبانية: Delicias) هي مدينة في المكسيك، تقع في ولاية شيواوا، هي عاصمة Delicias Municipality ‏، بلغ عدد سكانها 118,071  نسمة وذلك حسب إحصائيات سنة 2010، رمزها البريدي هو 33000.

## المناخ
يظهر الجدول التالي التغييرات المناخية على مدار السنة لديليسياس:
| البيانات المناخية لـديليسياس            | البيانات المناخية لـديليسياس | البيانات المناخية لـديليسياس | البيانات المناخية لـديليسياس | البيانات المناخية لـديليسياس | البيانات المناخية لـديليسياس | البيانات المناخية لـديليسياس | البيانات المناخية لـديليسياس | البيانات المناخية لـديليسياس | البيانات المناخية لـديليسياس | البيانات المناخية لـديليسياس | البيانات المناخية لـديليسياس | البيانات المناخية لـديليسياس | البيانات المناخية لـديليسياس |
| الشهر                                   | يناير                        | فبراير                       | مارس                         | أبريل                        | مايو                         | يونيو                        | يوليو                        | أغسطس                        | سبتمبر                       | أكتوبر                       | نوفمبر                       | ديسمبر                       | المعدل السنوي                |
| --------------------------------------- | ---------------------------- | ---------------------------- | ---------------------------- | ---------------------------- | ---------------------------- | ---------------------------- | ---------------------------- | ---------------------------- | ---------------------------- | ---------------------------- | ---------------------------- | ---------------------------- | ---------------------------- |
| الدرجة القصوى °م (°ف)                   | 32.0 (89.6)                  | 32.5 (90.5)                  | 35.0 (95.0)                  | 37.5 (99.5)                  | 39.0 (102.2)                 | 41.0 (105.8)                 | 40.0 (104.0)                 | 38.5 (101.3)                 | 37.5 (99.5)                  | 37.6 (99.7)                  | 36.0 (96.8)                  | 29.0 (84.2)                  | 41.0 (105.8)                 |
| متوسط درجة الحرارة الكبرى °م (°ف)       | 19.2 (66.6)                  | 22.5 (72.5)                  | 26.3 (79.3)                  | 29.5 (85.1)                  | 32.7 (90.9)                  | 35.1 (95.2)                  | 33.5 (92.3)                  | 32.0 (89.6)                  | 30.3 (86.5)                  | 27.7 (81.9)                  | 23.3 (73.9)                  | 19.9 (67.8)                  | 27.6 (81.7)                  |
| المتوسط اليومي °م (°ف)                  | 10.5 (50.9)                  | 13.0 (55.4)                  | 16.5 (61.7)                  | 19.6 (67.3)                  | 21.2 (70.2)                  | 26.5 (79.7)                  | 26.1 (79.0)                  | 24.8 (76.6)                  | 23.0 (73.4)                  | 19.0 (66.2)                  | 14.0 (57.2)                  | 11.1 (52.0)                  | 18.8 (65.8)                  |
| متوسط درجة الحرارة الصغرى °م (°ف)       | 1.9 (35.4)                   | 3.5 (38.3)                   | 6.7 (44.1)                   | 9.7 (49.5)                   | 13.4 (56.1)                  | 18.0 (64.4)                  | 18.7 (65.7)                  | 17.7 (63.9)                  | 15.7 (60.3)                  | 10.4 (50.7)                  | 4.7 (40.5)                   | 2.2 (36.0)                   | 10.2 (50.4)                  |
| أدنى درجة حرارة °م (°ف)                 | −9.0 (15.8)                  | −18.0 (−0.4)                 | −6.5 (20.3)                  | −1.5 (29.3)                  | 5.0 (41.0)                   | 9.5 (49.1)                   | 11.5 (52.7)                  | 12.0 (53.6)                  | 5.0 (41.0)                   | −0.5 (31.1)                  | −6.0 (21.2)                  | −7.5 (18.5)                  | −18.0 (−0.4)                 |
| معدل هطول الأمطار مم (إنش)              | 9.2 (0.36)                   | 3.5 (0.14)                   | 2.8 (0.11)                   | 13.3 (0.52)                  | 10.9 (0.43)                  | 38.3 (1.51)                  | 68.7 (2.70)                  | 64.5 (2.54)                  | 78.3 (3.08)                  | 26.0 (1.02)                  | 9.6 (0.38)                   | 9.1 (0.36)                   | 334.2 (13.15)                |
| متوسط الأيام الممطرة (≥ 0.1 mm)         | 1.8                          | 0.9                          | 0.8                          | 1.2                          | 2.0                          | 5.0                          | 7.6                          | 8.6                          | 7.3                          | 3.7                          | 1.3                          | 1.6                          | 41.8                         |
| المصدر: Servicio Meteorológico National |                              |                              |                              |                              |                              |                              |                              |                              |                              |                              |                              |                              |                              |

## أعلام
- دانيال تشافيز موران
- جاهيير بارازا